# Накамура, Камэ
Камэ Накамура (яп. 仲 村 カ メ; 8 марта 1898 года — 12 сентября 2012 года) — японская долгожительница, возраст которой подтвержден Исследовательской группой геронтологии (GRG). До 23 мая 2022 года, она входила в топ 100 старейших людей в мировой истории. Её возраст на момент смерти составлял 114 лет 188 дней.

## Биография
Камэ Накамура родилась 8 марта 1898 года в префектуре Окинава, Япония. У неё было четверо детей. Во время войны Накамура овдовела. Позже она управляла магазином собы до 60 лет.
Камэ могла готовить самостоятельно до 106 лет, когда в результате падения она получила перелом.
После смерти 114-летней Камы Тинэн 2 мая 2010 года Накамура стала самым старым человеком в префектуре Окинава.
Камэ Накамура умерла в больнице в городе Окинава, префектура Окинава, Япония, 12 сентября 2012 года в возрасте 114 лет и 188 дней. На момент своей смерти она была четвертым по возрасту живым человеком в Японии и шестым по возрасту подтвержденным живым человеком в мире.